# Panagia Varabakyrkan
Panagia Varabakyrkan, eller Kyrkan Panagia Varaba, (grekiska: Εκκλησία Παναγίας Βαραμπά/Ecclesia Panagias Baramba) är en medeltida grekisk-ortodox kyrkobyggnad belägen i orten Markópoulo i regionen Attika, i Grekland.

## Namn
Namnet ''Varaba'' tros komma från franskan.

## Historik
Byggandet av Panagia Varabakyrkan utfördes någonstans under 1200-talet.

## Inventarier
Inne i kyrkan finns bysantinska fresker i dåliga skick bevarade.

## Bilder

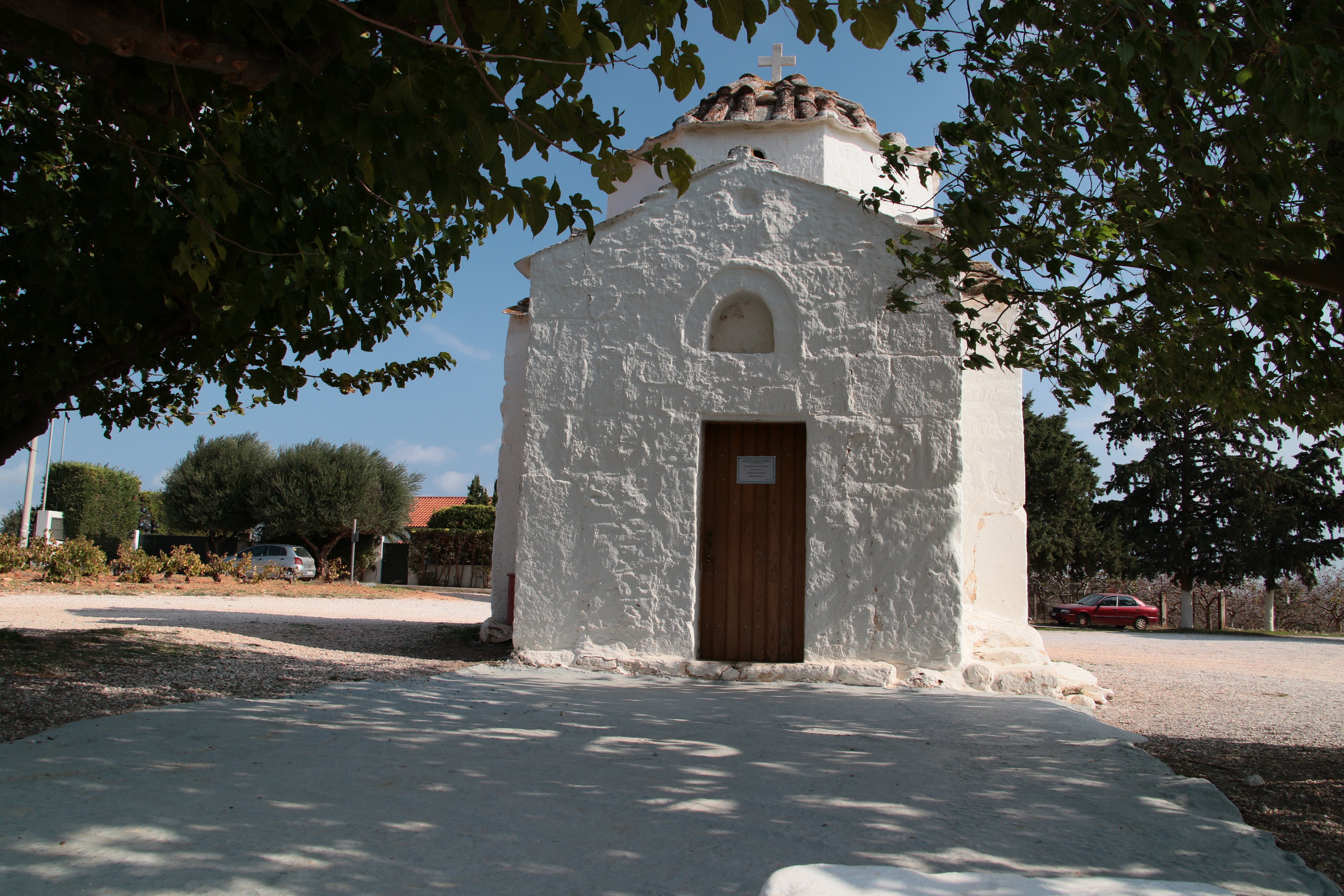
Framsidan.
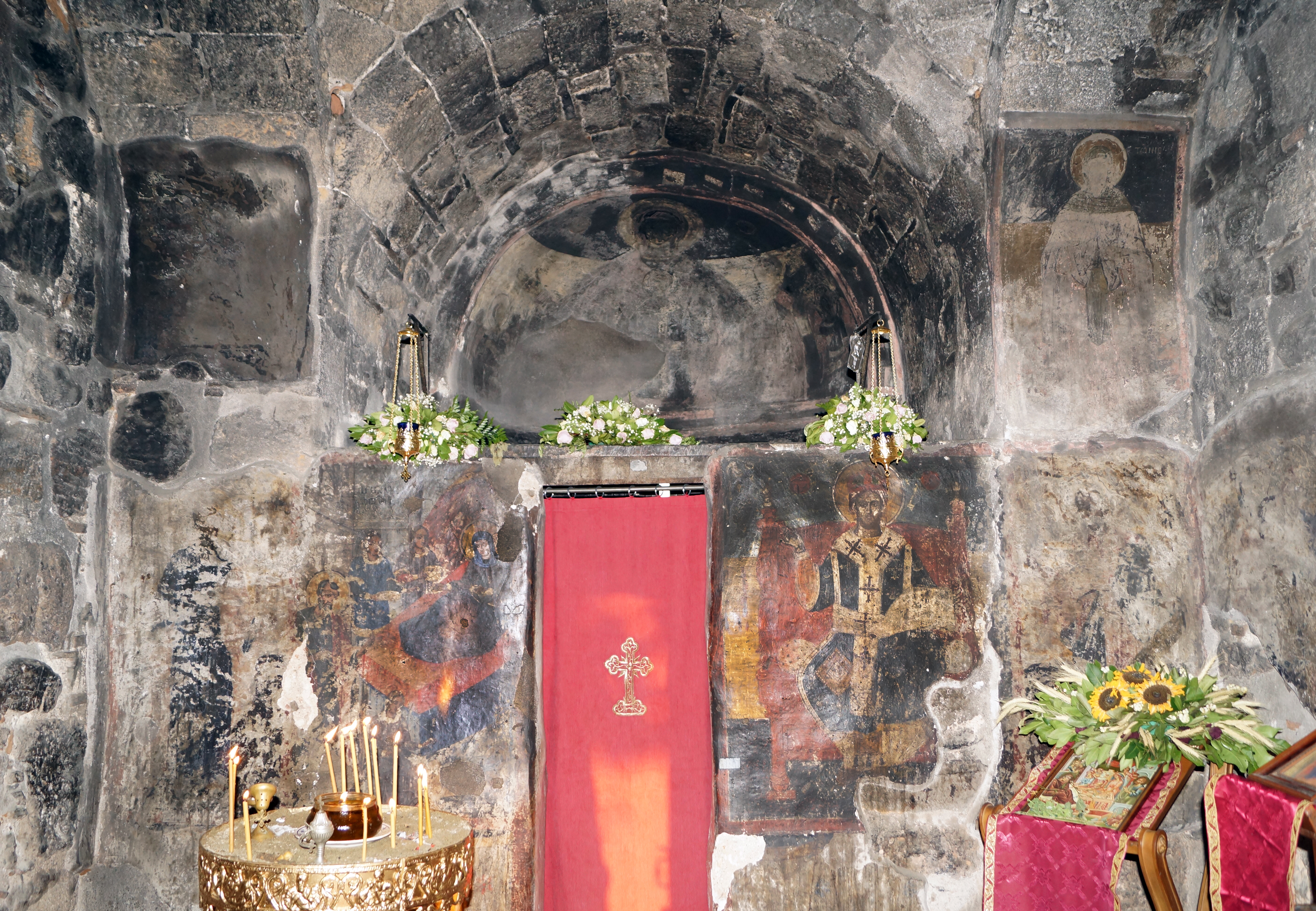
Kyrkans interiör.
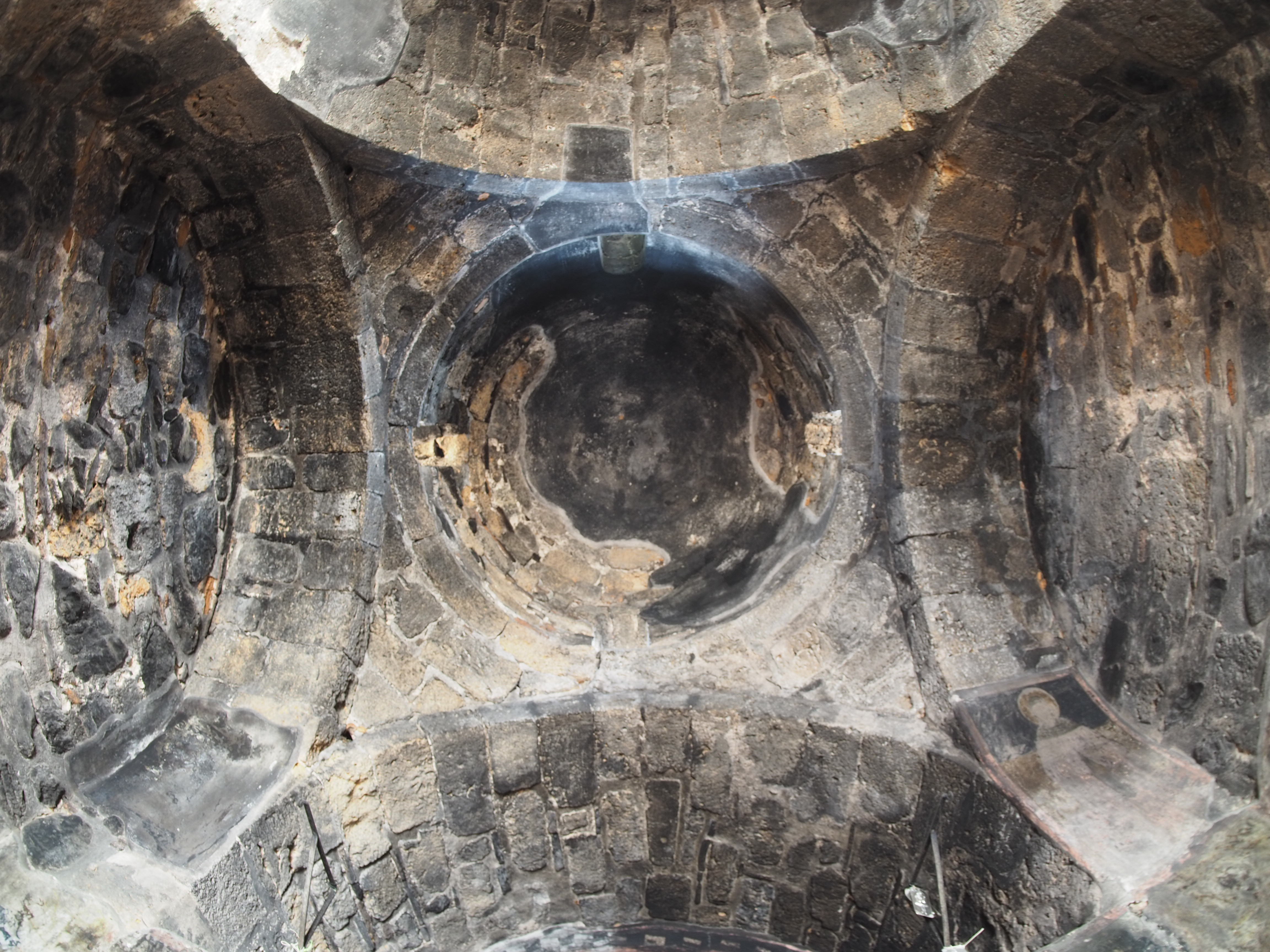
Kupolen inifrån.
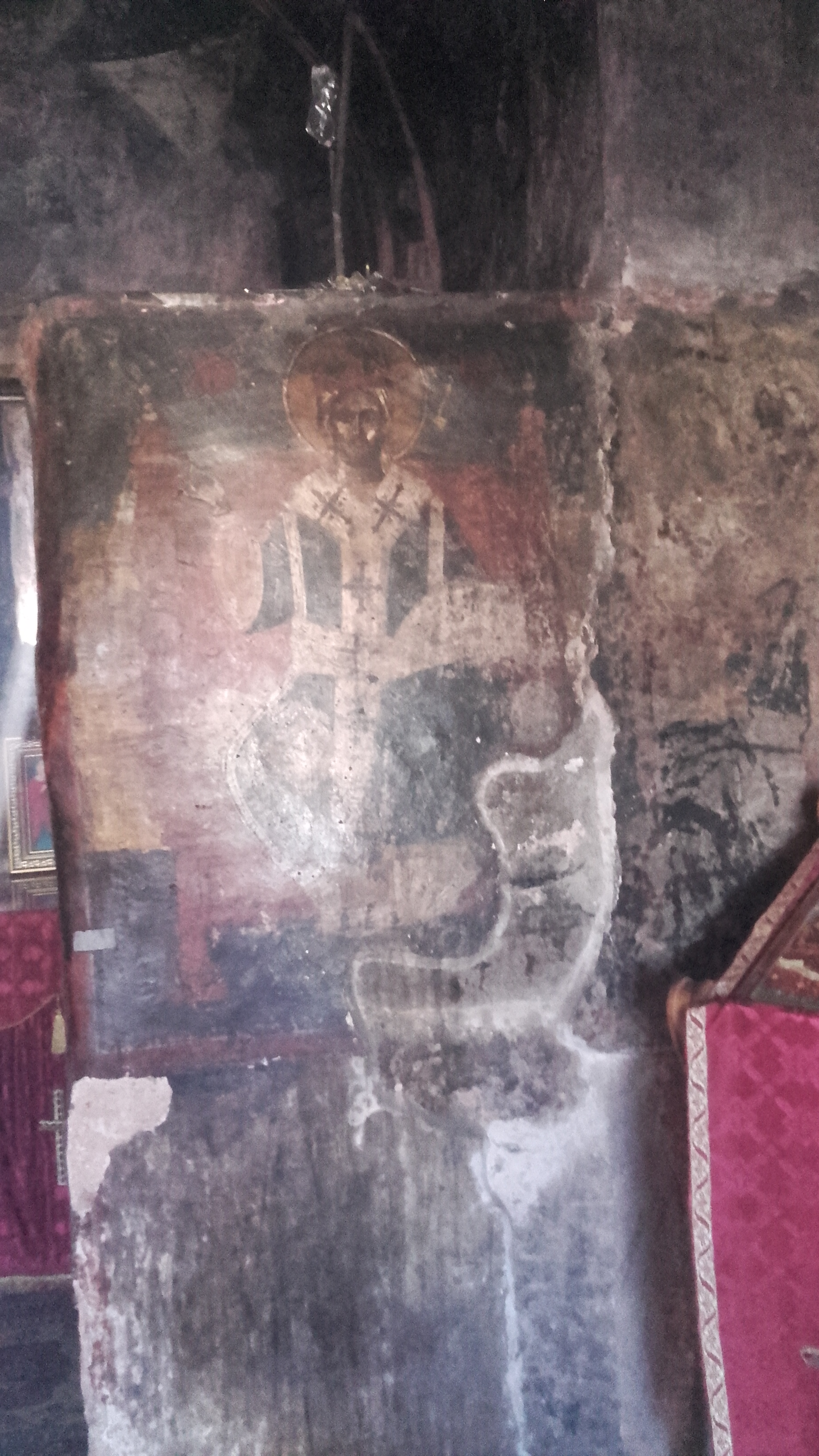
En av freskerna.